# Gundestrupski kotel
Gundestrupski kotel je bogato okrašena srebrna posoda, datirana med 200 pr. n. št. in 300 n. št., kar ga postavlja v pozno latensko obdobje ali v začetek rimske železne dobe.  Kotel je največji znani primer evropskega železnodobnega srebrnega predmeta (premer: 69 cm, višina: 42 cm). Nošli so ga leta 1891 v šotišču v bližini zaselka Gundestrup v župniji Aars, Himmerland na Danskem. (56°49′N 9°33′E / 56.817°N 9.550°E)   Sedaj je shranjen v Narodnem muzeju Danske v Kopenhagenu (z repliko v Narodnem muzeju Irske v Dublinu  in več v Franciji, kot je Musée gallo-Romain de Fourvière v Lyonu ali MAN (Musée d'archéologie nationale) v Saint-Germain-en-Laye). Kljub dejstvu, da je bila posoda najdena na Danskem, je potekala razprava med galskim in tračanskim izvorom na račun izdelave, metalurgije in poslikav.

## Odkritje
Gundestrupski kotel je bil odkrit ob rezanju šote na majhnem šotnem barju, imenovanem Rævemose (v bližini večjega barja Borremose), 28. maja 1891. Danska vlada je iskalcem plačala veliko nagrado, ki pa so se pozneje sprli med seboj za njeno razdelitev. Paleobotanične raziskave o šotnih barjih v času odkritja so pokazale, da je bila zemlja suha, ko je bil kotel deponiran in je šota postopoma rasla nad njim. Način zlaganja je pokazal poskus, kako je bil kotel neopazen in dobro skrit. Nedavna raziskava Rævemoseja je bila izvedena v letu 2002, z rezultati morda prisotnega šotišča, ko je bil zakopan kotel.
Kotel je bil najden v razstavljenem stanju: pet dolgih pravokotnih plošč, sedem kratkih plošč, ena okrogla plošča (običajno imenovana "osnovna plošča") in dva fragmenta cevi zložene znotraj ukrivljene osnove. Poleg tega je bil kos železa iz obroča prvotno nameščen znotraj srebrnih cevi vzdolž roba kotla. Predpostavlja se, da je manjkala osma plošča, ker je bil obseg sedmih zunanjih plošč manjši od oboda pet notranjih plošč.

## Rekonstrukcija
Ker je bil kotel najden v kosih, ga je bilo treba rekonstruirati. Tradicionalni red plošč je določil Sophus Müller, prvi od mnogih, ki je analiziral kotel. Njegova logika je uporabljala sledove spajkanja, ki so se nahajali na robu kotla. V dveh primerih je punktiranje znamke, ki je prodrla v notranje in zunanje plošče tudi pomagala vzpostaviti vrstni red. V svoji končni obliki so plošče razporejene v menjavanju ženskih in moških upodobitev, ob predpostavki, da je manjkajoča osma plošča ženska. Vsi analitiki se ne strinjajo z Müllerjevo razlago. Taylor je poudaril, da iz dveh primerov prediranja ni mogoče določiti položaja iz spajkanja. Njegov argument je, da plošče niso neposredno mejile druga na drugo, ampak so bile ločene z 2 cm razmakom. Plošče v tem redu ni mogoče z gotovostjo prebrati kot prave pripovedi, pod predpostavko, da ta obstaja.

## Metalurgija
Gundestrupski kotel je sestavljen skoraj v celoti iz srebra, vendar pa ima tudi precejšnjo količino zlata za pozlato, kositer za spajkanje in steklo za oči figur. Po eksperimentalnih dokazih, material za posodo ni bil dodan naenkrat, tako da se kotel lahko šteje kot delo obrtnikov v razdobju nekaj sto let. Kakovost popravila kotla je slabša od prvotne izdelave. 
V času, ko je bil ustvarjen Gundestrupski kotel, je bilo srebro pridobljeno s kupelacijo (kvantitativno določevanje plemenitih kovin v zlitinah z gravimetrično metodo) svinca / srebrne rude. S primerjavo koncentracije svinčevih izotopov s srebrnimi predmeti drugih kultur, se lahko predlaga, da je srebro prišlo iz različnih rud, večinoma iz keltske na severu Francije in zahodne Nemčije v predrimskem obdobju. Študije svinčevih izotopov, prav tako kažejo, da je bilo srebro za proizvodnjo plošč pripravljeno iz večkrat taljenih ingotov in / ali ostankov srebra. Tri do šest ločenih serij recikliranega srebra so bile morda uporabljene pri izdelavi posode. Natančneje, krožna "osnovna plošča" je morda nastala kot phalera, in so pogosto mislili, da so dno sklede naredili s spajkanjem kot popravilo luknje. Po alternativni teoriji ta phalera ni bila prvotno del posode, temveč je tvorila del dekoracije lesenega pokrova.
Zlato je mogoče razvrstiti v dve skupini, ki temeljita na čistosti in sta ločeni s koncentracijami srebra in bakra. Manj čista pozlata, ki je debelejša, se lahko šteje kot kasnejša popravila, kot tanjša, čistejša, ki se bolje drži srebra. Vsega zlata je zelo malo. Pomanjkanje živega srebra iz analize zlata kaže, da na Gundestrupskem kotlu ni bila uporabljena tehnika pozlate z žarenjem. Zdi se, da so bili namesto tega uporabljena mehanska sredstva, kar pojasnjuje delovanje tesno razporejenih znakov udarjanja na pozlačenih območjih.
Pregled svinčevih izotopov podoben tistemu, ki se uporablja na srebru, je bil uporabljen za kositer. Vsi vzorci kositra za spajkanje so dosledni pri sestavi kot ingoti iz Cornwalla v zahodni Angliji. Kositer uporabljen za spajkanje plošče in posode skupaj, kot tudi steklenih oči, je zelo enakomerne visoke čistosti. 
Končno so bili stekleni vložki iz Gundestrupskega kotla določeni z uporabo rentgenskega fluorescentnega sevanja. Steklo vsebuje elemente, ki jih je mogoče pripisati apnenčastemu pesku in mineralni sodi, ki so značilne za vzhodne obale Sredozemlja. Analize so zožile tudi določitev časa izdelave stekla med drugim stoletjem pred našim štetjem in prvim stoletjem našega štetja.

## Pretok surovin
Potek proizvodnega procesa je sestavljalo nekaj korakov, ki so zahtevali veliko znanja. Kose srebra so topili v talilnih loncih z dodatkom bakra za subtilno zlitino. Stopljeno srebro je bilo ulito v ploščate ingote in sploščeno v plošče. Za izdelavo reliefa, je bil srebrn list razbeljen, da bi omogočil oblike, skovane v visoki tehniki repoussé (Cizeliranje (umetnost). Te grobe oblike so nato napolnili s smolo od zadaj, da bi bilo dovolj dobro za nadaljnjo podrobno obdelavo. Smolo so stopili in pozlatili področja vzorca, oči večjih figur so napolnili z intarzijami iz stekla. Plošče so bile verjetno obdelane v ravni obliki in naknadno ukrivljene ter spajkane v celoto.
Na splošno velja, da je bil Gundestrupski kotel delo več mojstrov. Z uporaba vrstične elektronske mikroskopije je Benner Larson prepoznal 15 različnih udarcev, ki so bili uporabljeni na ploščah, kar se uvršča v tri različne sklope orodij. Posamezna plošča ima znake iz več kot ene od teh skupin, kar se ujema s prejšnjimi poskusi slogovnih pripisov, ki zajemajo vsaj tri različne mojstre. Več obrtnikov bi tudi pojasnili z veliko spremenljivko čistosti in debeline srebra.

## Izvor
Tehnike kovanja srebra uporabljene v kotlu niso znane iz keltskega sveta, so pa v skladu s priznano tračansko srebrno tradicijo. Prizori upodobljeni niso izrazito tračanski, vendar so nekateri elementi kompozicije, okrasni motivi in ilustrirani predmeti (kot so vezalke na rogovih figur) opredeljeni kot tračansko delo. 
Taylor in Bergquist sta domnevala, da so keltska plemena znana kot Skordiski naročila kotel iz avtohtone tračanske srebrnine. Po klasičnih zgodovinarjih so Kimbri, skupaj s tevtonskim plemenom, šli južno od regije spodnje Labe in napadli Skordiske 118 pred našim štetjem. Po zdržanju več porazov z Rimljani, so se Kimbri umaknili proti severu s kotlo in se naselili v Himmerland, kjer so našli posodo. 
Nielsen meni, da je vprašanje izvora napačno vprašanje in lahko da zavajajoče rezultate. Zaradi razširjenega preseljevanja številnih etničnih skupin, kot so Kelti in germanska ljudstva in dogodkov, kot so širitev Rimljanov in kasnejša romanizacija, je zelo malo verjetno, da je bila samo ena etnična skupina odgovorna za razvoj Gundestrupskega kotla. Namesto tega je lahko izdelavo in umetnost kotla treba pripisati kot izdelek zlitja kultur. Nielsen tudi ugotavlja, da je, na podlagi pospeševalniških datacij iz čebeljega voska najdenega na hrbtni strani plošče, posoda ustvarjena v rimski železni dobi na lokaciji nekje v srednji Evropi.

## Opis

### Osnovna plošča
Krožna osnovna plošča prikazuje bika. Na hrbtu bika je ženska figura, ki vihti meč, kot tudi dva psa, eno nad bikovo glavo in drugi v okviru njegovih kopit.

### Zunanjost plošče
Vsaka od sedmih zunanjih plošč ima centralno upodobljen doprsni kip. Plošče b, c in d kažejo bradate moške figure, preostale tri pa so ženske.
- Na plošči a bradati mož drži v vsaki roki veliko manjšo figuro za roko. Vsaka od teh dveh sega navzgor proti majhnemu merjascu. Pod nogami figur (na ramenih večjega človeka) so pes na levi strani in krilati konj na desni strani.
- Figura na plošči b drži v vsaki roki morskega konjička ali zmaja.
- Na plošči c moška figura dviga prazne pesti. Na desni rami je človek v položaju "boksanja",  na njegovi levi rami skače figura z majhnim konjenikom spodaj.
- Plošča d kaže bradat lik, ki v vsaki roki drži jelena za zadnji del.
- Žensko figuro na plošči e obdajata dva manjša moška doprsna kipa.
- Ženska figura v svoji dvignjeni desni roki drži ptico na plošči f. Njena leva roka je horizontalna, podpira človeka in psa, ki leži na hrbtu. Dve ptici roparici se nahajata na obeh straneh glave. Lasje se prepleteni z majhno žensko na desni strani.
- Na plošči g ima ženska figura prekrižane roke. Na desni rami je prikazan prizor moškega, ki se bori z levom. Na njeni levi rami skače figura podobna tisti na ploščo c.

### Notranjost plošče
- Plošča A kaže moško figuro, ki sedi v sredini, verjetno Cernunnos (keltski rogati bog). V desnici drži ovratnico, z levo roko se ukvarja z rogato kačo na glavi. Na levi je jelen z rogovjem, ki je zelo podoben humanoidu. Okrog scene so psi, mačke in govedo, kot tudi človeška figura, ki jaha ribo ali delfina. Med njegovimi rogovi je neznana podoba, morda rastlina ali drevo, je identiteta, ki trenutno sporna.
- Na plošči B je doprsni kip ženske, ki jo obdajata dve kolesi s šestimi naperami, dva slona, kot kreature in dva grifina. Velik pes prebiva pod prsmi.
- Doprsni kip bradate figure ki drži zlomljeno kolo je glavna sestavina plošče C. Majhna skakajoča figura z regato čelado se tudi drži kolesnega obroča. Pod skakajočo figuro je rogata kača. Skupina je obdana z grifini in drugimi bitji, nekatera so podobna tistim na plošči B. Napere na kolesu so asimetrične, vendar sodeč po spodnji polovici, je kolo imelo dvanajst naper.
- Plošča D prikazuje sceno ubitega bika. Trije biki so razporejeni v vrsti, ki gledajo na desno in vsakega od njih je napadel moški z mečem. Mačka in pes tečeta v levo se zdi, oziroma nad in pod vsakim bikom.
- Na spodnji polovici plošče E linija bojevnikov nosi sulice in ščite in stopajo na levo,  spremljajo jih igralci na carnyx (pihalni inštrument). Na levi strani velika figura potaplja manjšega človeka v kotel. Na zgornji polovici, obrnjeni stran od kotla, so bojevniki na konjih

- Zunanjost plošče f
- Detajl iz notranjosti plošče A
- Notranjost plošče C
- Notranjost plošče E

## Interpretacija
Že vrsto let znanstveniki razlagajo slike na kotlu v smislu keltskega panteona. Rogata oseba na plošči A je pogosto opredeljena kot Cernunnos, in za podatek, zlomljeno kolo na plošči C, bolj okvirno mislijo, da je Taranis (bog groma). Ni soglasja glede ostalih figur. Nekateri keltisti menijo, da sloni upodobljeni na plošči B predstavljajo prehod Hanibala preko Alp. Poleg tega videz ovratnic okrog vratu nekaterih figur kažejo na povezavo s keltsko kulturo.
Ker dvoglava volčje-ribja pošast napada dve majhni figuri padlih moških na plošči b, lahko potegnemo vzporednice z welškim mitološkim likom Manawydan ali irskim Manannán, bogom morja in onstranstva. Druga možnost je, galska različica Apolona, ki je bil ne samo bojevnik, ampak povezan s pomladjo in zdravilstvom.
Olmsted primerja prizore na kotlu tistimi v legendarni irski zgodbi Táin Bó Cuailnge, kjer je rogata figura Cú Chulainn, bik na osnovni plošči je Donn Cuailnge, ženska in dva moška na plošči e pa Medb, Ailill in Fergus mac Róich. Olmsted se tudi poigrava z idejo, da bi lahko bila ženska figura obdana z dvema pticama na plošči f Medb s svojimi hišnimi ljubljenčki ali Morrigan, irska boginja vojne, ki se pogosto spreminja v črno vrano.
Oba Olmsted in Taylor se strinjata, da je lahko ženska iz plošče f Rhiannona, lik iz Mabinogina. Rhiannona je znana po svoji ptici, katere pesem je mogla "prebuditi mrtve in uspavati žive v spanje". V tej vlogi lahko Rhiannona šteje kot boginja onstranstva.
Taylor predstavlja večkulturni pogled podob na kotlu; zaključuje, da božanstva in prizori prikazani na kotlu niso značilni za eno kulturo ampak za več. On primerja Rhiannono, za katero misli, da je figura na plošči f a Hariti (budistična boginja), zmajevko iz baktrijske mitologije. Poleg tega pa opozarja na podobnosti med ženskim likom plošče B in hindujsko boginjo Lakšmi, čigar upodobitve pogosto spremljajo sloni. Kolesni bogovi so tudi medkulturna  božanstva, kot Taranis in Višnu, boga iz hinduizma. 